# Màu áo sân khách
Màu áo sân khách là sự lựa chọn của quần áo màu được sử dụng trong các môn thể thao đồng đội. Chúng được yêu cầu bởi một đội trong trò chơi giữa các đội mà nếu không sẽ mặc cùng màu với nhau hoặc những màu tương tự. Sự thay đổi này tránh gây nhầm lẫn cho các quan chức, người chơi và khán giả. Trong hầu hết các môn thể thao, đội khách hoặc đội đường trường phải thay đồ - bộ quần áo lựa chọn thứ hai thường được gọi là bộ quần áo sân khách hoặc bộ thay đổi bằng tiếng Anh-Anh và đồng phục đường trường bằng tiếng Anh-Mỹ.
Một số liên đoàn thể thao quy định rằng các đội sân khách phải luôn mặc một bộ quần áo thay thế, trong khi những liên đoàn khác chỉ đơn giản nói rằng màu sắc của hai đội không được trùng nhau. Trong một số môn thể thao, thông thường đội chủ nhà đã thay đổi bộ đồ thi đấu của mình (chẳng hạn như trong liên đoàn bóng bầu dục và bóng đá hiệp hội sớm).
Trong hầu hết các trường hợp,một đội chỉ mặc bộ quần áo bóng đá sân khách khi bộ trang phục chính của đội đó xung đột với màu của đội chủ nhà. Tuy nhiên, đôi khi các đội mặc màu sân khách theo lựa chọn, đôi khi ngay cả trong trận đấu trên sân nhà. Tại một số câu lạc bộ, bộ đồ đá bóng sân khách trở nên phổ biến hơn so với phiên bản sân nhà. Người hâm mộ thường có sẵn bộ quần áo sân nhà và sân khách để mua. Một số đội cũng đã sản xuất bộ quần áo lựa chọn thứ ba, hoặc thậm chí là đồng phục cũ kiểu cũ.
Trong các môn thể thao ở Bắc Mỹ, các đội đường thường mặc đồng phục thay đổi bất kể xung đột về màu sắc có thể xảy ra. Trò chơi "màu sắc so với màu sắc" (ví dụ:áo xanh so với áo đỏ) là một trò chơi hiếm, đã không được khuyến khích trong thời đại truyền hình đen trắng. Hầu hết tất cả đồng phục trên đường đều có màu trắng trong môn bóng đá lưới (bao gồm cả trong Liên đoàn bóng đá Canada, Liên đoàn bóng đá quốc gia và bóng đá NCAA) và Liên đoàn khúc côn cầu quốc gia, trong khi trong bóng chày, du khách thường mặc màu xám. Trong Hiệp hội Bóng rổ Quốc gia và bóng rổ NCAA, đồng phục sân nhà có màu trắng hoặc vàng và các đội khách mặc màu tối hơn.

## Bóng bầu dục Mỹ

### Liên đoàn Bóng bầu dục Quốc gia
Hầu hết các đội thường mặc "màu chính thức của đội" ở nhà, với đội đi đường mặc màu trắng trong hầu hết các trường hợp. Đồng phục đường trắng trở nên nổi tiếng với sự nổi lên của truyền hình vào những năm 1950. Trò chơi "trắng so với màu" dễ theo dõi hơn trong thời đại truyền hình đen trắng. Theo Phil Hecken, "cho đến giữa những năm 1950, không chỉ màu sắc so với màu sắc phổ biến trong NFL, nó thực sự là chuẩn mực".Thậm chí rất lâu sau khi truyền hình màu ra đời, việc sử dụng áo đấu trắng vẫn được duy trì trong hầu hết các trận đấu vì một số người hâm mộ có thể vẫn sử dụng truyền hình đen trắng.
Các quy định hiện hành của NFL yêu cầu đồng phục sân nhà của một đội phải là "màu trắng hoặc màu chính thức của đội" trong suốt mùa giải, "và các câu lạc bộ đến thăm phải mặc ngược lại". Nếu một đội nhất quyết mặc đồng phục sân nhà của họ trên đường, Ủy viên NFL phải đánh giá xem đồng phục của họ có "tương phản đủ" với đồng phục của đối thủ hay không. Thay vào đó, đội đường trên có thể mặc áo đấu thứ ba, chẳng hạn như thay thế "Wolf Grey" của Seattle Seahawks.

#### Màu trắng ở sân nhà, màu sân khách
Theo Cơ sở dữ liệu thống nhất của Gridiron, Cleveland Browns mặc màu trắng cho mọi trận đấu trên sân nhà của mùa giải năm 1955. Lần duy nhất họ mặc màu nâu là cho các trận đấu tại Philadelphia và New York Giants, khi Đại bàng và Người khổng lồ chọn mặc màu trắng.
Năm 1964, Baltimore Colts, Cleveland Browns, Minnesota Vikings và Los Angeles Rams thường xuyên mặc đồ trắng cho các trận đấu trên sân nhà của họ theo nghiên cứu của Tim Brulia. Hồng y St. Louis mặc đồ trắng trong một số trận đấu trên sân nhà của họ, cũng như Dallas Cowboys; trong khi hầu hết các đội chuyển sang màu khác vào năm sau, thì Rams và Browns vẫn thường xuyên mặc màu trắng cho đến những năm 1970.
Cho đến năm 1964, Dallas đã mặc màu xanh lam trên sân nhà, nhưng đó không phải là quy định chính thức rằng các đội phải mặc màu chính thức của họ ở nhà. Việc sử dụng áo đấu màu trắng được giới thiệu bởi tổng giám đốc (GM) Tex Schramm, người muốn người hâm mộ nhìn thấy nhiều màu áo của đối thủ trong các trận đấu trên sân nhà. Ngày nay Cowboys vẫn mặc đồ trắng ở nhà.

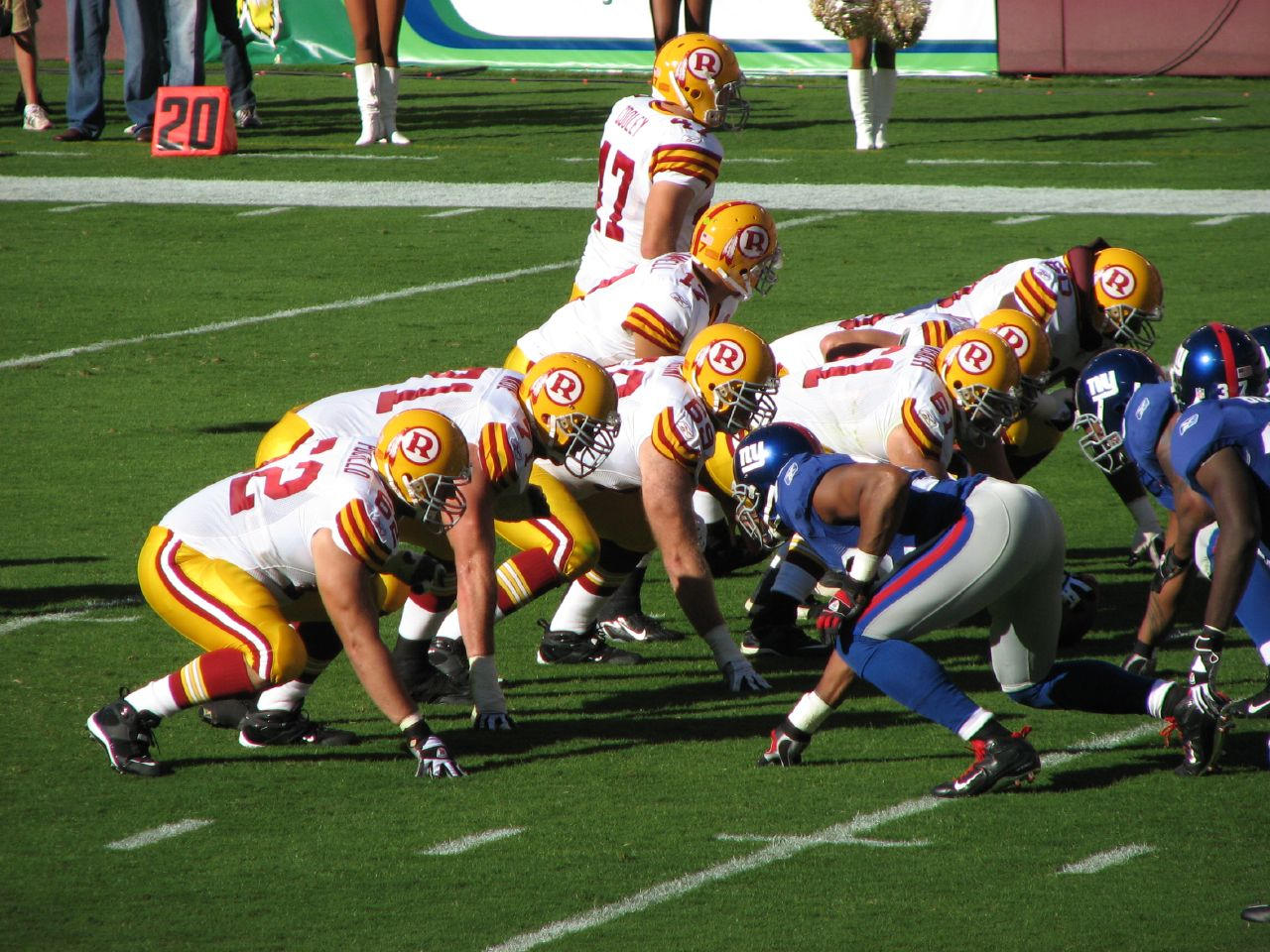
Washington Redskins trong chiếc áo đấu màu trắng ở sân nhà so với New York Giants

Màu trắng cũng đã được Miami Dolphins, Washington Redskins, Philadelphia Eagles và một số đội NFL khác thường xuyên mặc ở nhà. Các đội ở các thành phố có khí hậu nóng thường chọn áo trắng ở nhà trong nửa đầu mùa giải, vì màu sáng hấp thụ và giữ nhiệt ít hơn dưới ánh sáng mặt trời - như vậy, Dolphins, những người luôn mặc áo trắng quanh năm, thường sẽ sử dụng áo đấu màu của họ cho các trận đấu đêm ở nhà. Tất cả các đội NFL hiện tại ngoại trừ Seattle Seahawks đều mặc đồ trắng trên sân nhà vào một thời điểm nào đó trong lịch sử của nó.
Trong thời kỳ Joe Gibbs thành công, Washington đã chọn chỉ mặc đồ trắng ở nhà trong những năm 1980 và 1990, bao gồm cả Trận vô địch NFC năm 1982 với Dallas. Kể từ năm 2001, họ đã chọn mặc áo trắng và áo đỏ tía gần giống nhau trong các trận đấu trên sân nhà của họ, nhưng họ vẫn mặc áo trắng trong trận đấu với Cowboys. Khi Gibbs trở lại từ năm 2004 đến năm 2007, họ chỉ mặc đồ trắng trên sân nhà. Năm 2007, họ mặc áo đấu màu trắng.
Chiếc áo đấu màu xanh lam của Dallas Cowboys đã được nhiều người coi là " bị bỏ rơi" vì thất bại tại Super Bowl V năm 1971 (khi họ được chỉ định mặc chiếc áo màu xanh của mình với tư cách là đội 'sân nhà' được chỉ định) và vào năm 1968 trận playoffs của sư đoàn tại Cleveland, trận đấu cuối cùng của Don Meredith với tư cách là người chơi Cowboys. Chiến thắng duy nhất của Dallas trong một chức vô địch đại hội hoặc Super Bowl mặc áo xanh là trong trò chơi vô địch NFC năm 1978 tại Los Angeles Rams.
Luật Super Bowl sau đó đã thay đổi để cho phép đội chủ nhà được chỉ định chọn áo thi đấu của họ. Màu trắng được chọn bởi Cowboys (XIII, XXVII), Redskins (XVII), Pittsburgh Steelers (XL), Denver Broncos (50) và New England Patriots (LII). Ba đội sau thường mặc áo màu trắng ở nhà, nhưng Pittsburgh đã mặc màu trắng trong ba trận thắng ở playoff đường, trong khi Denver trích dẫn thành công Super Bowl trước đó của họ với áo trắng (XXXIII), trong khi bị 0–4 khi mặc áo cam ở Super Bowls.
Đôi khi, các đội thi đấu với Dallas trên sân nhà mặc áo trắng của họ để cố gắng gọi ra "lời nguyền", như khi Philadelphia Eagles tổ chức trận đấu với Cowboys trong Trò chơi vô địch NFC năm 1980. Các đội bao gồm St. Louis Cardinals và New York Giants đã làm theo trong những năm 1980, và Carolina Panthers đã làm như vậy từ năm 1995 đến năm 2006, bao gồm hai trận playoff. Houston Texans đã làm như vậy vào năm 2002, đánh bại Dallas trong trận đấu đầu tiên của mùa giải. Gần đây hơn, Patriots và sau đó là St. Louis Rams đã thử chiến thuật tương tự.
Người bắt nguồn cho áo đấu sân nhà màu trắng trong NFL tại Dallas, Tex Schramm, nói rằng ông không tin vào lời nguyền.
Bắt đầu từ năm 2014, Panthers, giống như nhiều đội thường chuyển từ màu trắng sang màu vào tháng 10 hoặc tháng 11, đã mặc màu trắng ở nhà trong giai đoạn hậu mùa giải bất kể đối thủ của họ là gì; nhượng quyền thương mại chưa bao giờ thắng trận playoff khi mặc áo đấu màu, kể cả trong Super Bowl 50, khi Broncos (với tư cách là đội "sân nhà" được chỉ định) chọn mặc áo trắng.
Trong khi họ chỉ làm như vậy hai lần, cả hai để "lời nguyền" Dallas, trong 21 năm họ chơi ở St Louis, kể từ khi trở về Los Angeles vào năm 2016, The Rams, tạm thời chơi trong sân vận động cùng khi họ đã có trong những năm 1960, đã mặc màu trắng ở nhà như một lời tri ân có ý thức đối với các đội bóng rất thành công trong thời đại đó.

### Các giải đấu khác
Đồng phục đi đường màu đã được sử dụng trong Liên đoàn bóng đá thế giới (WFL) trong thời gian ngắn tồn tại vào năm 1974–75, với đội chủ nhà mặc màu trắng, và các đội bóng đại học phải căn cứ đồng phục đi đường của họ xung quanh áo trắng.

## Bóng đá

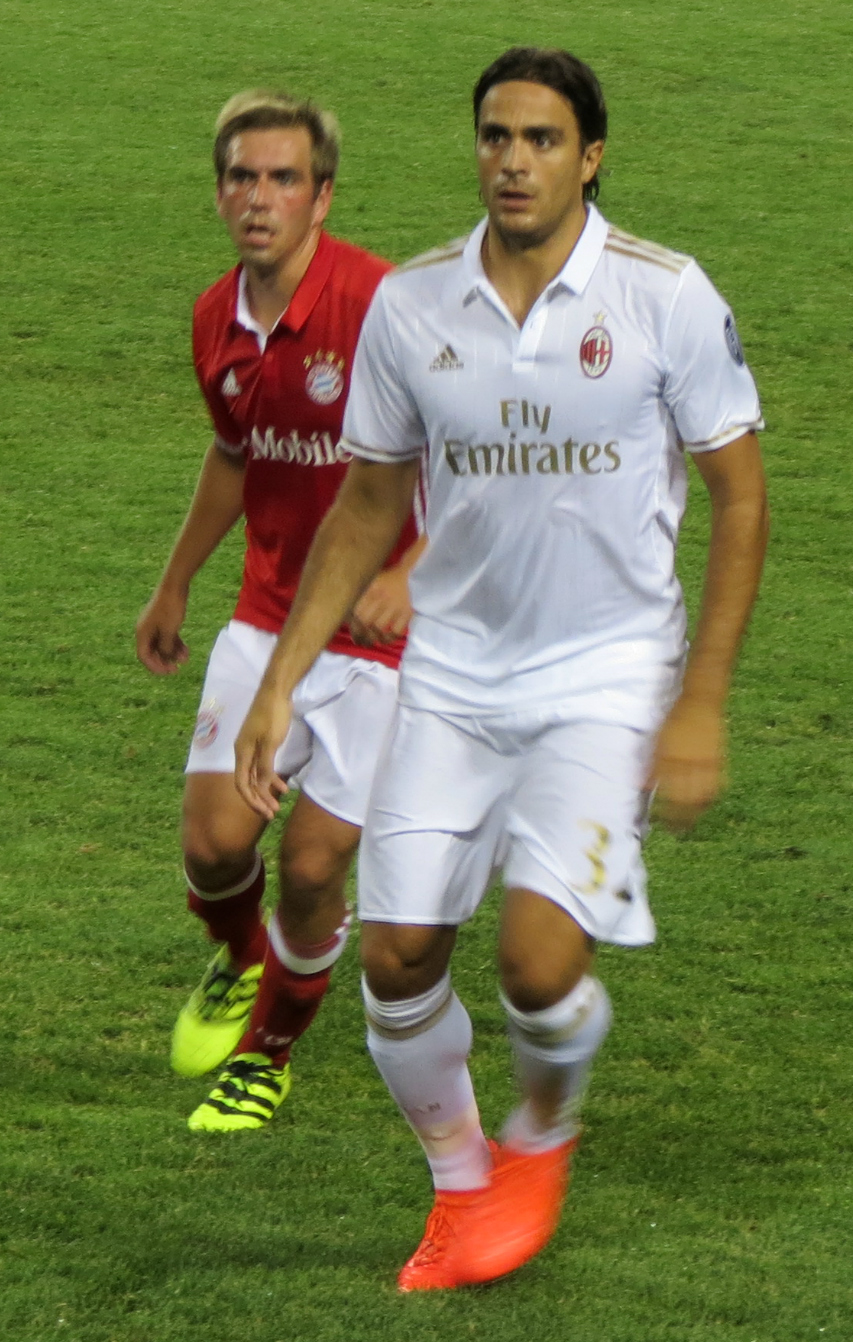
Alessandro Matri trong màu áo trắng Milan đấu với Bayern Munich năm 2016

Trong khi bộ trang phục chính của một đội hiếm khi trải qua những thay đổi lớn, màu thứ hai có xu hướng thay đổi theo thời gian và đôi khi theo giải đấu. Một số bộ quần áo sân khách là sự thay đổi màu sắc sân nhà (ví dụ: đảo ngược màu chính và màu phụ), các bộ quần áo sân khách khác đáng kể so với bộ quần áo ở nhà.
Một số câu lạc bộ và đội tuyển quốc gia có màu sắc sân khách yêu thích có thể được giữ nguyên ít nhiều liên tục. Thường đây là những màu đã được sử dụng trong các chiến thắng nổi tiếng; ví dụ như Brazil (xanh lam) và AC Milan (trắng). Nhiều câu lạc bộ chuyên nghiệp cũng có một bộ thứ ba chính thức.
Một số đội chọn mặc màu sân khách của họ ngay cả khi không bắt buộc phải có sự xung đột về màu sắc. Đội tuyển Anh đôi khi mặc áo sân khách màu đỏ, vì đội đã mặc màu đỏ khi vô địch World Cup 1966. AC Milan đã chọn mặc toàn màu trắng trong trận Chung kết UEFA Champions League 2007 vì họ coi đó là "chiếc áo may mắn" của mình (tiếng Ý: maglia fortunata).
Trong một số trận đấu quyết định danh hiệu, một đội đã thắng trận mặc đồ đá bóng sân khách, nhưng lại đổi sang áo đấu sân nhà để trao cúp - đáng chú ý nhất là khi Tây Ban Nha giành quyền vào chung kết World Cup 2010, đổi từ áo đấu sân khách màu xanh đậm sang áo đấu sân nhà màu đỏ nâng cúp.

### Lịch sử bóng đá châu Âu

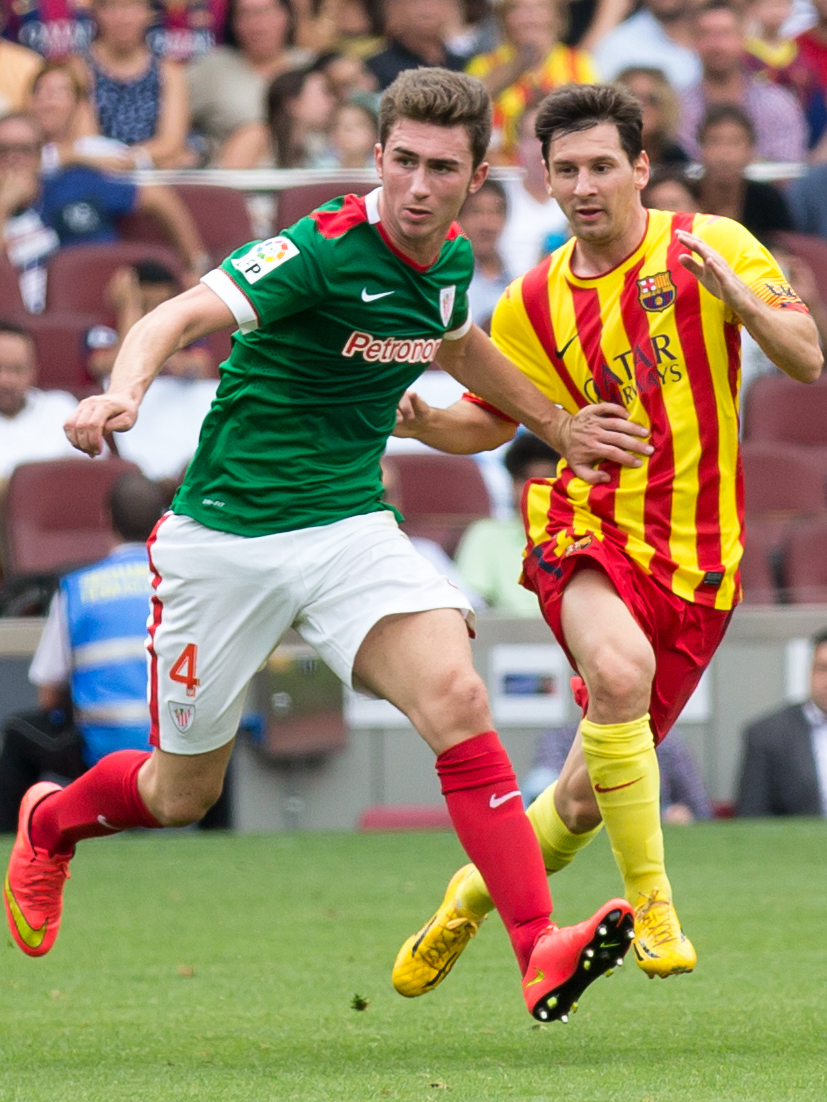
Athletic Bilbao (trái) và FC Barcelona thi đấu theo lựa chọn trong các bộ thay đổi trong màu cờ vùng Basque và Catalan tương ứng của họ (2014) - bộ trang phục thông thường của họ không đụng độ

Ở Anh vào năm 1890, Liên đoàn bóng đá, đã được thành lập hai năm trước đó, quy định rằng không có hai đội thành viên nào được đăng ký màu sắc tương tự, để tránh đụng độ. Quy tắc này sau đó đã bị bãi bỏ thay vì quy định rằng tất cả các đội phải có sẵn bộ áo đấu thứ hai với màu khác. Ban đầu, đội chủ nhà được yêu cầu thay đổi màu sắc trong trường hợp xảy ra đụng độ, nhưng vào năm 1921, luật đã được sửa đổi để yêu cầu đội khách thay đổi. Năm 1927, Hiệp hội bóng đá Scotland quyết định một giải pháp khác, theo đó đội nhà mặc quần đùi trắng và đội khách mặc quần đùi đen, nhưng quy tắc này đã bị bãi bỏ vào năm 1929.
Thông thường đối với các cuộc thi đấu cá nhân quy định rằng tất cả các cầu thủ ngoài sân trong một đội phải mặc cùng một màu sắc, mặc dù Luật chỉ quy định "Hai đội phải mặc màu sắc phân biệt với nhau và của ban tổ chức trận đấu". Trong trường hợp xung đột về màu sắc, đội khách phải đổi sang màu khác.
Bộ quần áo sân khách thường được cả hai đội mặc trong các trận đấu tại Cúp FA Anh. Cho đến năm 1989–90, luật thi đấu của nó quy định: "Trường hợp màu sắc của hai câu lạc bộ cạnh tranh giống nhau, cả hai câu lạc bộ phải thay đổi trừ khi các thỏa thuận thay thế được các câu lạc bộ cạnh tranh đồng ý". Các câu lạc bộ đôi khi cần tìm bộ trang phục thứ ba tạm thời cho cầu thủ của họ. Nhiều trận chung kết FA Cup được diễn ra theo những quy tắc này, trận gần nhất là trận Chung kết năm 1982 và đá lại. Ở khu vực châu Âu, trận chung kết Cúp C1 châu Âu năm 1968 cũng diễn ra theo luật tương tự.

Các quy tắc cũ của FA Cup, với từ ngữ gần như giống hệt nhau, vẫn được sử dụng trong các trận bán kết và trận chung kết bởi nhiều hiệp hội bóng đá quận và huyện ở Anh.

### Giải vô địch bóng đá thế giới

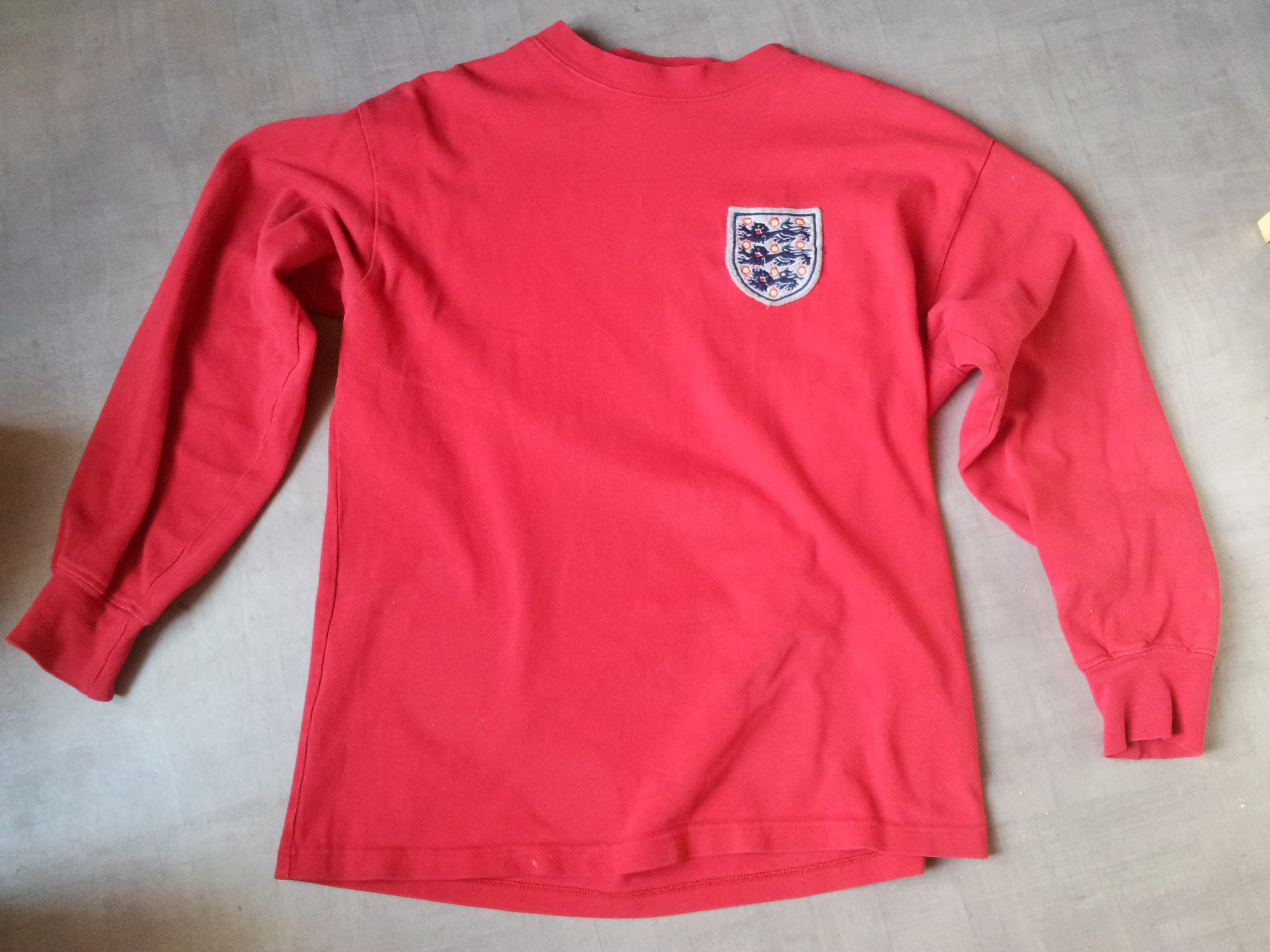
Áo đấu sân khách của đội tuyển Anh mặc trong trận Chung kết World Cup 1966

Ba đội đã giành quyền vào chung kết FIFA World Cup trên sân khách - vào năm 1958 (Brazil), 1966 (Anh) và 2010 (Tây Ban Nha); mặc dù Anh là đội chủ nhà cho giải đấu năm 1966.
Ở cấp độ quốc tế, áo đấu sân khách đôi khi được cả hai đội mặc trong một trận đấu. Quy tắc của FIFA nêu rõ, "Trong trường hợp ngoại lệ, cả hai đội có thể được yêu cầu mặc các màu khác nhau" bởi trọng tài hoặc ủy viên trận đấu. Điều này rất dễ xảy ra trong các trận đấu World Cup có đông người xem truyền hình đen trắng, do đó, bộ trang phục của các đội cũng khác nhau về tông màu (sáng và tối). Các đội dự World Cup thường phải thực hiện những thay đổi khó có thể xảy ra trong các trận đấu trong nước hoặc không có sự giám sát. Năm 1957, Scotland mượn áo trắng sân khách của đội Thụy Sĩ để tránh đụng độ trên truyền hình đen trắng. Năm 1970, Anh và Tiệp Khắc lần lượt được phép thi đấu với màu xanh da trời và màu trắng, điều này đã gây ra sự nhầm lẫn cho người xem đen trắng và huấn luyện viên đội tuyển Anh Alf Ramsey. Đội tuyển Anh mặc áo đỏ sân khách trước Tây Đức. Hà Lan và Brazil lần lượt chơi trận đấu tại World Cup 1974 với màu trắng và xanh đậm, thay vì lựa chọn đầu tiên là màu cam và màu vàng.
Quy định của FIFA về nhiệm vụ bắt buộc của World Cup 2014 rằng "các đội cần có hai chiếc áo rất dễ phân biệt - trong đó một chiếc có màu sáng hơn và chiếc còn lại là màu đậm hơn".
Tại World Cup 2014, Croatia được phép mặc áo đấu sọc trắng đỏ thay vì xanh lam trong trận đấu với Brazil, chỉ sau khi Croatia kháng cáo quyết định ban đầu của FIFA. Đội tuyển Anh không được phép mặc áo sân khách màu đỏ, thay vào đó họ được mặc áo trắng trong trận gặp Uruguay, do có sự va chạm rõ ràng với đồng phục của các trọng tài.
Trước giải đấu năm 2014, FIFA đã ra quyết định rằng bộ đồ đá bóng sân nhà toàn màu đỏ và bộ đồ sân khách toàn màu đen của Tây Ban Nha là không đủ vì cả hai đều được coi là tông màu tối. FIFA buộc Tây Ban Nha phải sản xuất bộ đồ đá bóng thứ ba toàn màu trắng. Trận đấu giữa Hà Lan và Tây Ban Nha được diễn ra trong bộ đồ thi đấu sân khách màu xanh đậm của Hà Lan và bộ đồ thi đấu thứ ba màu trắng của Tây Ban Nha.
Trong trận tranh hạng ba FIFA World Cup 2018, cả Bỉ và Anh đều mặc màu vàng và đỏ trên sân khách, mặc dù cả hai đội đều được phép mặc màu sân nhà tương ứng là đỏ và trắng trong trận đấu vòng bảng. Đan Mạch và Australia cũng đã mặc bộ quần áo bóng đá trên sân khách trong một trận đấu ở vòng bảng, sau khi cầu thủ Đan Mạch, Thomas Delaney tiết lộ trong một cuộc gọi điện thoại tới một đài phát thanh rằng anh ta là người mù màu.

## Bóng chày

### Giải bóng chày Major League
Ban đầu, các đội bóng chày của Liên đoàn bóng chày chủ yếu được phân biệt bằng màu sắc của tất của họ. Năm 1882, Liên đoàn Quốc gia đã ấn định các màu áo khác nhau cho các câu lạc bộ thành viên; giải đấu cũng chỉ định màu áo thi đấu và mũ, nhưng theo vị trí của cầu thủ chứ không phải theo câu lạc bộ.
Cincinnati Reds được gọi là "Red Legs" và "Red Stockings" vào đầu những năm 1900.

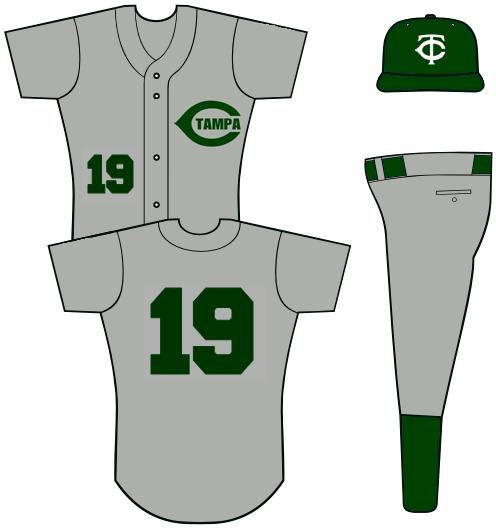
Đồng phục đường trường của Trường Trung học Công giáo Tampa, Florida

Vào cuối thế kỷ 19, các đội thường mặc đồ trắng ở nhà và màu xám trong các trận đấu trên đường. Một số đội sử dụng đồng phục đi đường có màu xanh đậm hoặc đen. Một ví dụ ban đầu về điều này là Brooklyn Superbas, người bắt đầu sử dụng hoa văn màu xanh lam cho đồng phục đi đường của họ vào năm 1907. Đồng phục của cả đội sân nhà và sân khách cũng có màu sắc của đội.
Năm 1916, trên đồng phục đường trường của Người khổng lồ New York, những đường kẻ màu tím tạo cho đồng phục của họ hiệu ứng giống như vải tartan và một loại đồng phục đường bộ khác là chất liệu màu xanh đậm hoặc đen đặc với màu trắng vào khoảng thời gian này. Đồng phục sân nhà và đường trường của Điền kinh Kansas City đã được Charles O. Finley thay đổi vào năm 1963, thành màu vàng và xanh lá cây. Một số đội đã sử dụng màu xanh bột cho đồng phục đường trường của họ từ những năm 1970 đến đầu những năm 1990.
Bên cạnh nhu cầu rõ ràng là phải phân biệt đội này với đội kia, thông thường cho rằng việc giặt đồng phục đúng cách trong khi đi đường sẽ khó khăn hơn, do đó, "xám đường" giúp che giấu đất tích tụ. Công ước này tiếp tục tốt đẹp sau khi tiền đề ban đầu của nó bị vô hiệu bởi việc ban hành nhiều bộ đồng phục và sự phát triển của ngành giặt là.
Thông thường, đồng phục sân nhà có biệt danh của đội, trong khi đồng phục sân khách có tên chỉ định địa lý của đội; Có tám đội ngoại lệ đối với quy tắc này: Tampa Bay Rays, Los Angeles Angels, Philadelphia Phillies, St. Louis Cardinals, Washington Nationals, Miami Marlins, Detroit Tigers và New York Yankees.
Các Hồng y, Phillies, Rays và Thiên thần đeo biệt hiệu của đội của họ trên cả áo thi đấu sân nhà và sân khách, mặc dù các Hồng y hiện mặc thay thế với tên thành phố. Áo đấu sân nhà và sân khách của Marlins có tên thành phố, nhưng màu đen thay thế có biệt hiệu của đội. Từ năm 1973 đến năm 2008, Baltimore Orioles là một phần của nhóm này - việc bỏ sót tên của thành phố là một phần của nỗ lực thành công lớn để thu hút người hâm mộ từ khu vực Washington, DC - trước khi đưa "Baltimore" trở lại đường phố vào năm 2009, bởi mà thời gian của họ hàng xóm 35 dặm (55 km) về phía nam một lần nữa có một đội của riêng mình.
Tigers, Nationals và Yankees đều đeo phù hiệu mũ ở ngực trái của áo đấu sân nhà, nhưng tên thành phố trên áo đấu sân khách của họ.
Ngoài ra, một số đội đã thể hiện chủ yếu vị trí của đội họ được trình bày trên đồng phục của họ cả ở nhà và trên đường. Ví dụ bao gồm Rangers và Marlins, những người có chiếc áo màu cam thay thế là áo duy nhất trong số 4 người của đội có biệt hiệu thay vì tên thành phố hoặc tiểu bang. Một số đội có đồng phục sân nhà thay thế có vị trí như Colorado Rockies và St. Louis Cardinals. The Brewers đã mặc áo đấu hải quân với "Milwaukee" ở mặt trước thường xuyên cả ở nhà và trên đường kể từ năm 2015, trong khi Los Angeles Dodgers đã mặc áo đấu màu xám thay thế với biệt danh thay vì tên thành phố cho hầu hết các trận đấu sân khách kể từ năm 2014.